# Resolutie 944 Veiligheidsraad Verenigde Naties
Resolutie 944 van de Veiligheidsraad van de Verenigde Naties werd op 29 september 1994 met dertien tegen nul stemmen en twee onthoudingen van Brazilië en Rusland aangenomen. De resolutie hief de een jaar oude sancties tegen Haïti weer op.

## Achtergrond
Na decennia onder dictatoriaal bewind won Jean-Bertrand Aristide in december 1990 de verkiezingen in Haïti. In september 1991 werd hij met een staatsgreep verdreven. Nieuwe verkiezingen werden door de internationale gemeenschap afgeblokt waarna het land in de chaos verzonk. Na Amerikaanse bemiddeling werd Aristide in 1994 in functie hersteld.

## Inhoud
De Veiligheidsraad:
- herinnert aan de resoluties 841, 861, 862, 867, 873, 875, 905, 917, 933 en 940;
- bevestigt dat de de facto-autoriteiten (in Haïti) zo snel mogelijk moeten vertrekken en de verkozen president Jean-Bertrand Aristide en de verkozen autoriteiten moeten terugkeren;
- herinnert aan het akkoord en het pact van New York;
- verwelkomt het feit dat de eerste eenheden van de multinationale macht op 19 september vreedzaam ingezet werden;
- kijkt uit naar de afloop van hun missie en de inzet van UNMIH;
- neemt nota van Jean-Bertrand Aristides' verklaring op 25 september;
- ontving het rapport van de multinationale macht;
- herinnert eraan dat de Raad de maatregelen tegen Haïti zal herzien bij de terugkeer van de president;
- merkt op dat paragraaf °11 van resolutie 917 van kracht blijft;

1. vraagt secretaris-generaal Boutros Boutros-Ghali om ervoor te zorgen dat de waarnemers en de andere element van de UNMIH-voorhoede onmiddellijk ingezet worden;
2. vraagt de lidstaten bij te dragen aan UNMIH;
3. Vraagt de terugkeer van de civiele MICIVIH-missie (die door de militaire autoriteiten was buitengezet);
4. beslist dat de maatregelen tegen Haïti in de resoluties 841, 873 en 917 om 00:01 uur EST de dag na de terugkeer van de president beëindigd zullen worden;
5. heft op dat moment ook het comité dat werd opgericht met resolutie 841 op.
6. vraagt dat de secretaris-generaal de Organisatie van Amerikaanse Staten raadpleegt in verband met hun maatregelen;
7. besluit om actief op de hoogte te blijven.

## Verwante resoluties
- Resolutie 933 Veiligheidsraad Verenigde Naties
- Resolutie 940 Veiligheidsraad Verenigde Naties
- Resolutie 948 Veiligheidsraad Verenigde Naties
- Resolutie 964 Veiligheidsraad Verenigde Naties

Lijst ·  893 ·  894 ·  895 ·  896 ·  897 ·  898 ·  899 ·  900 ·  901 ·  902 ·  903 ·  904 ·  905 ·  906 ·  907 ·  908 ·  909 ·  910 ·  911 ·  912 ·  913 ·  914 ·  915 ·  916 ·  917 ·  918 ·  919 ·  920 ·  921 ·  922 ·  923 ·  924 ·  925 ·  926 ·  927 ·  928 ·  929 ·  930 ·  931 ·  932 ·  933 ·  934 ·  935 ·  936 ·  937 ·  938 ·  939 ·  940 ·  941 ·  942 ·  943 ·  944 ·  945 ·  946 ·  947 ·  948 ·  949 ·  950 ·  951 ·  952 ·  953 ·  954 ·  955 ·  956 ·  957 ·  958 ·  959 ·  960 ·  961 ·  962 ·  963 ·  964 ·  965 ·  966 ·  967 ·  968 ·  969